# Média-Diffusion
Média-Diffusion, anciennement DDL Diffusion est une société spécialisée dans la diffusion de bandes dessinées et de livres fondée par Dargaud en 1990. C'est une filiale de Média-Participations.

## Historique
Média-Diffusion est l'héritier des départements de diffusion de la maison d'édition Dargaud. En plus de ses propres albums Dargaud avait commencé dès 1955 à diffuser en France les albums du Lombard.
En 1988, Dargaud apporte ses activités de diffusion et de distribution à Dourdan Diffusion Distribution.
En 1990, Dourdan Diffusion Distribution transmet son fonds de commerce de diffusion à Dourdan Diffusion filiale de Dargaud.
En 1994, Dourdan Diffusion change de dénomination et devient Euréka Livres Diffusion.
En 2000, Euréka Livres Diffusion change de dénomination et devient Euréka-Oméga Diffusion.
En 2004, Euréka-Oméga Diffusion change de dénomination et devient Dupuis Diffusion.
En 2005, Dupuis Diffusion change de dénomination et devient DDL Diffusion.
Enfin en 2005, DDL Diffusion change à nouveau de dénomination et devient Média-Diffusion.

## Catalogue
Les principaux catalogues diffusés sont :
- Art et BD
- Éditions Blake et Mortimer
- Chronique Editions
- Dargaud
- Dupuis
- Edifa
- Fleurus
- Graton Éditeur
- Kana
- Le Lombard
- Lucky Comics
- Mame
- Marsu Productions
- Milady
- Milady Graphics
- Mango
- Rustica
- Tardy